# Lomakino (oblast de Nijni Novgorod)
Lomakino (Лома́кино) est un village de Russie situé dans le raïon de Gaguino de l'oblast de Nijni Novgorod. Il appartient au conseil rural de Pokrov. Il compte cinq rues.

## Géographie
Le village se trouve sur la rive gauche de la Piana dans une zone agricole de tchernoziom au nord-est de Pokrov,
à 13 km à l'est de Gaguino, le chef-lieu de l'arrondissement (raïon), et à 141 km de Nijni Novgorod, la capitale régionale. Il est à 147 m d'altitude.

## Histoire
Du temps de l'Empire russe, le village faisait partie de l'ouïezd de Sergatch (à 47 verstes) du gouvernement de Nijni Novgorod.
Il comptait 842 habitants en 1916.

## Infrastructures
Le village dispose d'une école, d'une maison de la culture, d'une exploitation agricole d'importance, de deux magasins, d'un bureau de la Poste de Russie, et d'une station obstréticale et ambulatoire.

## Population
- 2002 : 356 habitants
- 2010 : 332 habitants[6]
- 2020 : 211 habitants[7]

## Personnalités
Le village est connu pour être le lieu de naissance d'Andreï Vlassov (1901-1946), général soviétique qui s'est rangé en 1942 dans le camp de l'Allemagne hitlérienne.